# Chevrolet Corvette ZR1 Bertone Mantide
La Bertone Mantide è una one-off sportiva realizzata dalla carrozzeria italiana Bertone per essere esposta in anteprima al salone dell'automobile di Shanghai in data 30 aprile 2009. Con la presentazione al pubblico di questa vettura si giunge all'epilogo del cosiddetto Project M diretto dal capo designer del centro stile Bertone Jason Castriota.

## Il contesto
La vettura è fondamentalmente un esercizio di stile, tuttavia il concetto stilistico è stato sviluppato fino a raggiungere la creazione un modello one-off marciante su base Corvette ZR1, frutto anche di un attento studio che lo rende più prestante e dinamico dalla vettura su cui è basato. Infatti la vettura raggiunge un coefficiente di resistenza aerodinamica di 0.298 (-25% rispetto alla Corvette ZR1), ed il peso viene ridotto di circa 100 kg grazie all'utilizzo di materiali compositi, fra i quali la fibra di carbonio. È stato dichiarato che la vettura raggiunge i 351 km/h con un'accelerazione che le consente di raggiungere i 100 km/h da ferma in 3,2 secondi.

## Stile

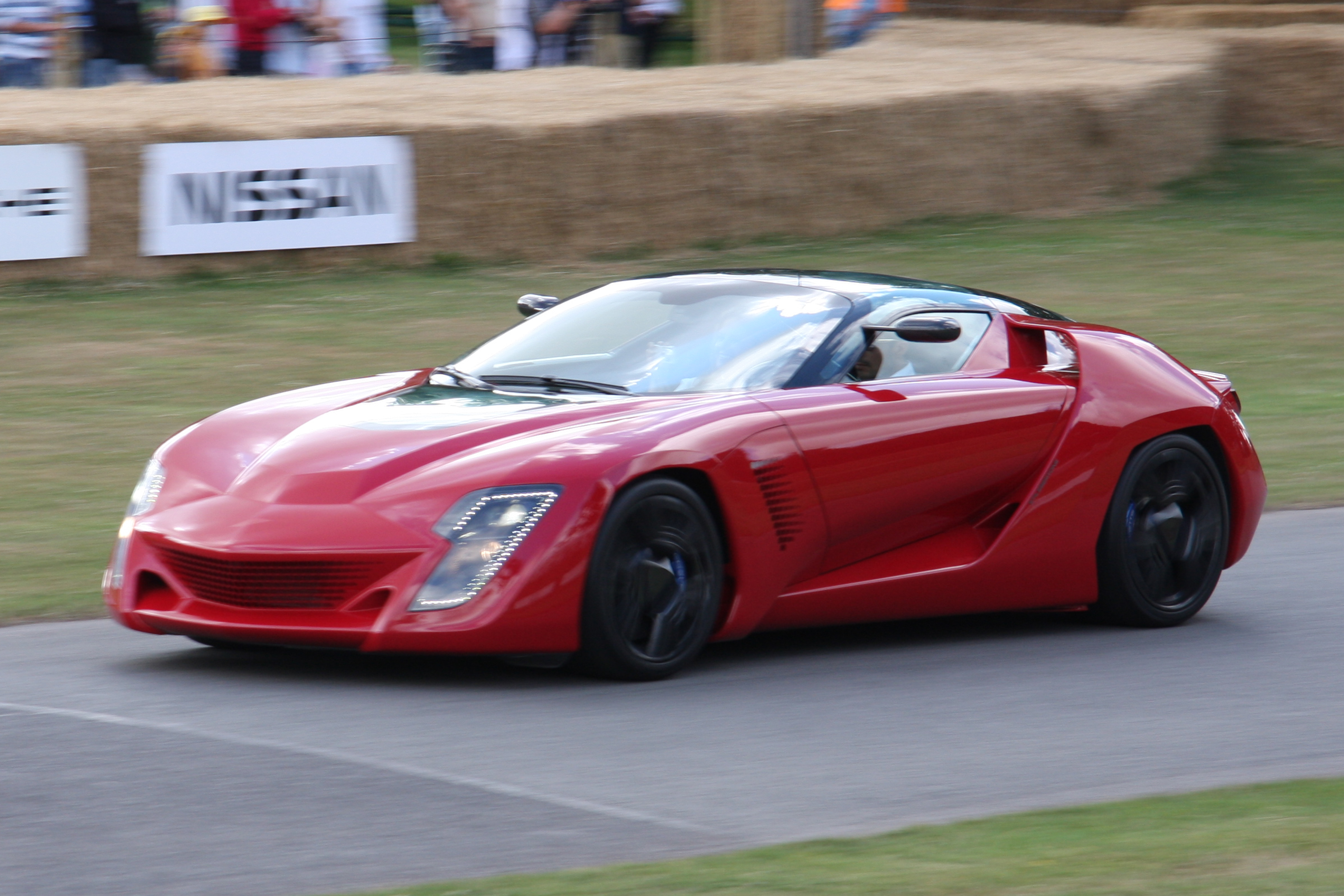
La Bertone Mantide con la verniciatura originale rossa

La linea è molto particolare e accosta superfici e linee tese ad altre più dolci. Il corpo vettura presenta molti giochi di luci e chiaroscuri che creano dinamicità alla carrozzeria, a sua volta caratterizzata da diversi accostamenti di pieni e vuoti, frutto di studi dinamici e aerodinamici, e di influenze da parte di molte vetture realizzate dalla carrozzeria torinese sia del passato che attuali, La ricerca aerodinamica riconduce subito alle storiche Alfa Romeo BAT, soprattutto nella parte posteriore, alle quali Bertone aveva già recentemente creato un tributo realizzando la Alfa Romeo BAT 11. Le ispirazioni ad alcuni designer storici dell'automobile italiana come Marcello Gandini ed Ercole Spada sono evidenti soprattutto nei tagli della carrozzeria, mentre nel frontale c'è un leggero richiamo alla Corvette Stingray Concept.
Originariamente venne dipinta di rosso, ma venne in seguito ridipinta di bianco.